# (2899) Runrun Shaw
(2899) Runrun Shaw es un asteroide perteneciente al cinturón de asteroides, descubierto el 8 de octubre de 1964 por el equipo del Observatorio de la Montaña Púrpura desde el Observatorio de la Montaña Púrpura, Nankín (China).

## Designación y nombre
Designado provisionalmente como 1964 TR2. Fue nombrado Runrun Shaw en honor a "Run Run Shaw" empresario y filántropo de Hong Kong.